# Quokkaraneus necopinus
Genre
Espèce
Synonymes
- Epeira necopina Keyserling, 1887

Quokkaraneus necopinus, unique représentant du genre Quokkaraneus, est une espèce d'araignées aranéomorphes de la famille des Araneidae.

## Distribution
Cette espèce est endémique d'Australie. Elle se rencontre en Australie-Occidentale, en Australie-Méridionale et au Victoria.

## Description
Le mâle décrit par Castanheira et Framenau en 2022 mesure 5,5 mm et la femelle 6,5 mm.

## Systématique et taxinomie
Cette espèce a été décrite sous le protonyme Epeira necopina par Eugen von Keyserling en 1887. Elle est placée dans le genre Araneus par William Joseph Rainbow en 1911 puis dans le genre Quokkaraneus par Castanheira et Framenau en 2022.
Ce genre a été décrit par Pedro de Souza Castanheira (d) et Volker W. Framenau (d) en 2022 dans les Araneidae.

## Publications originales
- Keyserling, 1887 : Die Arachniden Australiens, nach der Natur beschrieben und abgebildet. Nürnberg, vol. 2, p. 153-232 (texte intégral).
- Castanheira & Framenau, 2022 : « Quokkaraneus, a new monotypic genus of Australian orb-weaving spider (Araneae, Araneidae). » Australian Journal of Taxonomy, vol. 10, p. 1-9.